# 公募ガイド
『公募ガイド』（こうぼがいど）は公募ガイド社が発行する 公募に関する月刊雑誌。1985年、季刊誌『全国作品コンテスト公募ガイド』として創刊。翌年に月刊化し、『公募ガイド』に改称した。
2022年より季刊化し、１月、４月、７月、10月の各9日発売となった。
ジャンル別に公募情報が紹介されており、「ネーミング・標語」、「川柳・俳句・短歌」、「文芸」、「アート」、「写真・動画」、「学生向け」に分けられる。
コンテスト情報は同社が運営するWEBサイト「Koubo」にも掲載されており、コンテスト主催者が自身で情報を登録することも可能である。

## 季刊公募ガイドに連載されているコーナー
2023年秋号時点での主な連載は以下の通りである。
- Ｗ選考委員版「小説でもどうぞ」（高橋源一郎と各回ゲスト）
- 受賞者DATA BOOK
- せきしろの自由律俳句添削
- 公募ファンクラブ
- 入選作品collect
- 推しコピ
- 中村航選　プロットだけ大賞
- 青くて熱い

## 過去に連載していたコーナー
- 若桜木虔の作家デビューの裏技、教えます！
- バカリズムの公募時代（2009年1月号まで）
- 東直子の短歌の時間
- 阿刀田高のTO-BE小説工房
- サンキュータツオのたほいや
- 渡辺潤平のコピー道場　コピトレ！
- 氏くんの　#人生は何にでもたとえられる
- 氏くんの　#ものローグ
- 佐渡島庸平の創作お悩み相談